# Neurophyseta arcigrammalis
Neurophyseta arcigrammalis là một loài bướm đêm trong họ Crambidae.